# Артилерія Першої світової війни
Артилерія Першої світової війни — сукупність різнорідних видів та предметів (основних та допоміжних) артилерійських систем, боєприпаси до них, приладів для ведення та корегування стрільби), для ураження живої сили та техніки противника у повітрі, на суходолі та на воді, що застосовувалися сторонами конфлікту в роки Першої світової війни. Артилерія відігравала надзвичайно важливу роль у проведенні наступальних операцій та обороні Першої світової війни. Воєнні дії тривали цілих чотири роки, хоча багато хто вважав, що вони будуть максимально швидкоплинними. Тому і війна, як вважалося, повинна була мати маневрений характер. На початку Першої світової війни артилерію поділяли на польову (легку, кінну, гірську), польову важку та облогову. У ході війни, в міру перетворення її на позиційну (траншейну), з'явилася артилерія супроводження, зенітна артилерія, протитанкова артилерія тощо. Це відбувалося паралельно з появою на полі бою танків, які зрештою зіграли вирішальну роль в усій війні.

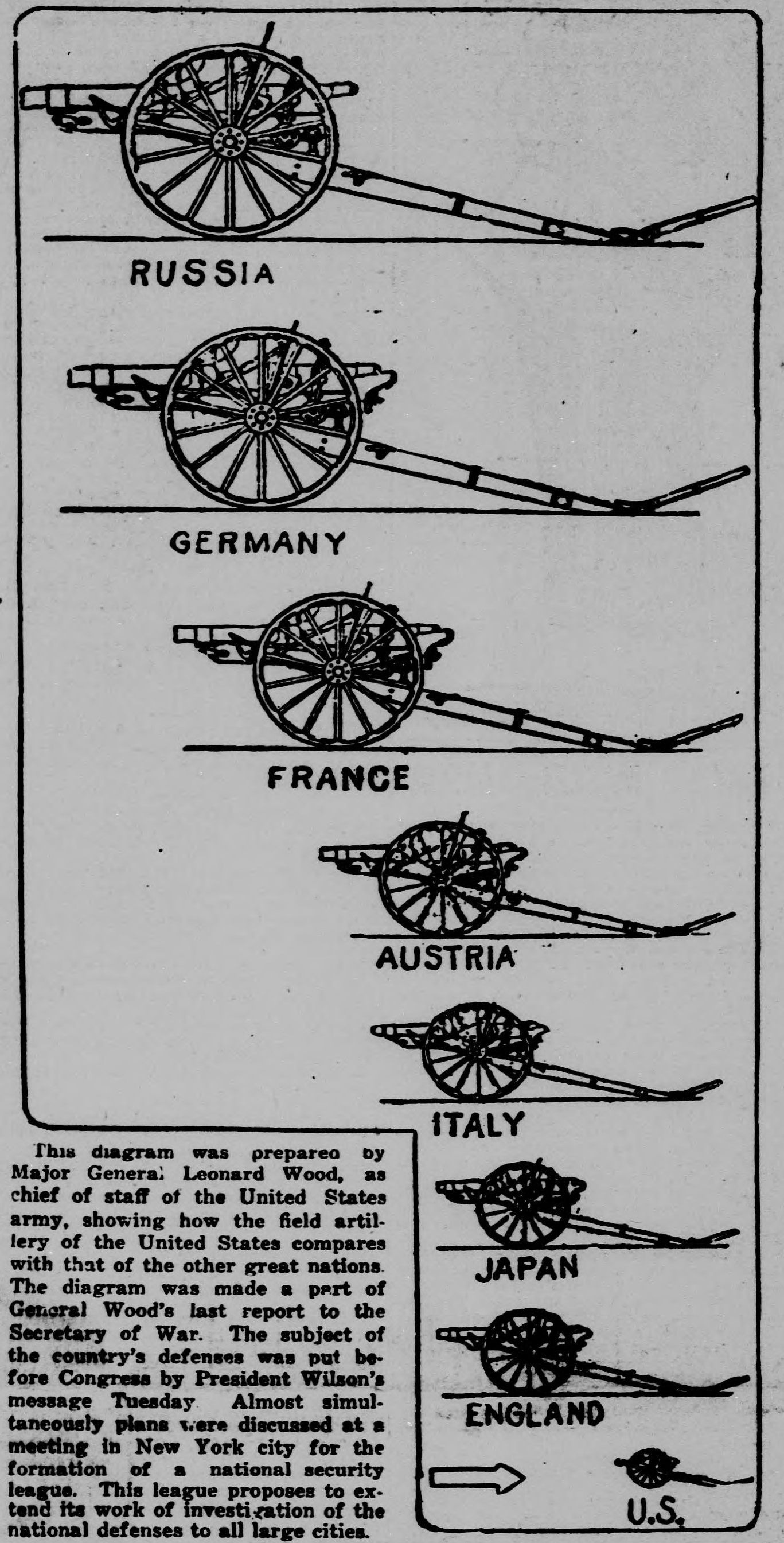
Порівняльна таблиця загальної кількості артилерійських систем у держав-учасниць Першої світової війни на початок конфлікту

Перша світова війна ознаменувалася багатьма досягненнями в артилерійській війні. Тепер артилерія могла стріляти фугасними снарядами нового типу, запускаючи їх ще далі та з вищою швидкострільністю вогню. Через це сили противника в окопах уже не завжди були в безпеці, їх можна було постійно обстрілювати. На деяких ділянках фронту зосередження артилерійського вогню стало поширеним явищем, коли кілька гармат вели вогонь по ділянці, наприклад лінії окопів, кожна гармата випускала по кілька снарядів на хвилину протягом годин. Для відволікання уваги противника від місця атаки перед боєм використовувалася також постановка артилерійського загороджувального вогню. Шляхи за лінією також були обстріляні, щоб ворожі підкріплення не могли безпечно наблизиться до лінії фронту.
Німці відродили міномети через їх здатність стріляти під кутом понад 45 градусів, і, отже, теоретично (хоча не часто) вони могли кидати снаряди прямо в траншею противника перед тим, як вибухнути, для спричинення противникові максимальної шкоди. З 1915 року артилерійські снаряди почали також використовувати німецькими військами для стрільби хімічними боєприпасами, і союзники наслідували їх приклад після Другої битви при Іпрі.

## Історія

### Артилерія напередодні Великої війни
Технологічно і тактично артилерія поділялася на легку і важку. Легку артилерію зазвичай називали «польовою артилерією» і вона була головним інструментом ведення маневреної або мобільної війни, що було нормою до 1914 року. Артилерійське озброєння мало бути транспортабельним. Це вимагало, щоб артилерійська система повинна була витримувати довгі марші та долати нерівності складної місцевості. У зв'язку з цим існували природні обмеження ваги артилерійської техніки, яку тягли кіньми. Це обмежувало як калібр, так і дальність стрільби, оскільки для великих дистанцій потрібні були потужні заряди, а отже, важкі стволи та установки. Польова артилерія з 1914 року, яка складалася в основному з гармат, що вели вогонь прямим наведенням або по настильній траєкторії, й мала калібр від 7,5 до 8,4 см.
Головне призначення артилерії як роду військ на початку XX століття — надання вогневої підтримки в бою іншим військам; вести бій окремо, самостійно, вона не могла. Єдиний бойовий засіб тогочасної артилерії — вогонь, який діяв сильніше, різноманітніше і далі, ніж вогонь ручної зброї. Польова артилерія повинна була супроводжувати, а іноді й випереджати свою піхоту і кавалерію, готувати і підтримувати атаку, діяти по ворожих військах і по їх укриттям невеликої міцності, затримувати атакуючого, переслідувати відступаючого і послаблювати, якщо не знищувати артилерійські та стрілецькі засоби вогневого впливу. Пересуватися польова артилерія мала не лише дорогами, а й бездоріжжям.
За результатами вивчення досвіду російсько-японської війни 1904—1905 року, за висновками багатьох експертів, вплив артилерії на перебіг бойових дій збільшився. Досвід війни з Японією довів, що крім гармат легкої польової артилерії необхідні гаубиці, далекобійні і рухливі, як гармати.
Перед Першою світовою війною одні військові фахівці говорили про те, що у маневрених війнах майбутнього важкі артилерійські системи не будуть потрібні. Інші заперечували та казали, що без артилерії великих калібрів неможливий прорив укріплених позицій. Виходячи з досвіду минулої війни було зроблено висновок, що для артилерійської підтримки піхотних дивізій 76-мм гармат було явно недостатньо і були потрібні гармати потужніші для руйнування укріплень противника у фронтовій смузі.
Як висновок з аналізу своїх спеціалістів, у 1911 році російський імператор Микола II скасував облогову (важку) артилерію, після чого в російській армії залишилася лише польова артилерія. У такому становищі перебували також армії Франції та Англії. Франція мала 120-мм «коротку» гармату зразка 1890 року та 155-мм важку гаубицю зразка 1904 року й у 1913 року була прийнята 150-мм польова важка гармата. В 1907 на озброєння британської армії почали надходити 15-фунтові (76,2-мм) польові гармати BLC, перероблені із 15-фунтових польових гармат BL зразка 1896 року. Велика Британія мала на озброєнні 114-мм гаубицю QF, прийняту на озброєння у 1910 році; 127-мм гармату Mk1 зразка 1905; 152-мм гаубиця BL зразка 1896 року. На озброєнні британської армії знаходилася також 15-фунтова польова гармата Mk1, скопійована з закуплених 1901 року 108 гармат 76,2-мм німецьких гармат Круппа, конструкція Ерхардта. Нові важкі гармати почали надходити до військ уже під час війни.
Водночас, німецькими військовими були зроблені інші висновки і було висунуто ідею короткочасної війни. Для швидкого подолання оборони противника до складу корпусів було введено польову важку артилерію.

## Артилерія за державами
Загальна кількість артилерійських систем у державах перед початком війни:
- Німеччина 9388;
- Австро-Угорщина 4088;
- Росія 7088;
- Франція 4300;
- Англія 1352;
- Бельгія близько 900[3].

### Центральні держави

#### Австро-Угорщина
Серед європейських держав Австро-Угорщина, пропорційно національному доходу, приділяла найменшу увагу розвитку та утриманню своєї армії. Незважаючи на розробку нових типів сучасних гармат світового класу, більшість австро-угорських артилерійських систем були старих і дуже застарілих типів. Лише Німеччина та Австро-Угорщина розробили важку польову артилерію до Першої світової війни. Збройні сили Австро-Угорської імперії на початку війни перебували в занепаді через недостатнє фінансування озброєння. Хоча вони мали потужну артилерію, їх технологія часто відставала від суперників через абсолютне домінування старих типів гармат. Вони добре вміли створювати ефективну та мобільну артилерію, особливо їхні гірські гармати, які добре проявили себе під час бойових дій у гірській місцевості. Однак через поєднання економії коштів і традицій вони не змогли застосувати технологічні вдосконалення, такі як сталеві стволи. Імперія припинила своє існування наприкінці війни, і більшість її артилерії було захоплено італійцями.

#### Німецька імперія
Німеччина мала найкращу артилерію з усіх країн-учасниць, коли почалася війна в 1914 році. Німці ретельно досліджували попередні конфлікти та розробили найсучасніші технології, які перевершували своїх суперників. Як і всі країни, Німеччині було важко замінити артилерію, втрачену в бою, і вони були змушені імпровізувати з доступними матеріалами в ході війни. Після війни Німеччина була змушена знищити більшу частину своєї артилерії згідно з Версальським договором.

### Антанта

#### Франція
Технологія віддачі з довгим стволом, розроблена французами для 75-мм польової гармати, здійснила революцію в артилерії та зробила попередню артилерію застарілою. Однак на початку війни французи занадто покладалися на цю гармату, вважаючи, що це єдина артилерія, яка їм потрібна у сучасній війні. Розвиток окопної війни продемонстрував потребу в більшій різноманітності артилерії, яка в основному почала надходити на озброєння тільки в 1916 і 1917 роках. Значна частина цієї артилерії залишалася на озброєнні та використовувалася проти німецьких військ у битві за Францію в 1940 році. Франція не розробляла важку польову артилерію до Першої світової війни. Як і британська армія, французькі війська протягом перших років конфлікту зазнали великих втрат у окопній війні через відсутність важкої артилерії у французькій армії.

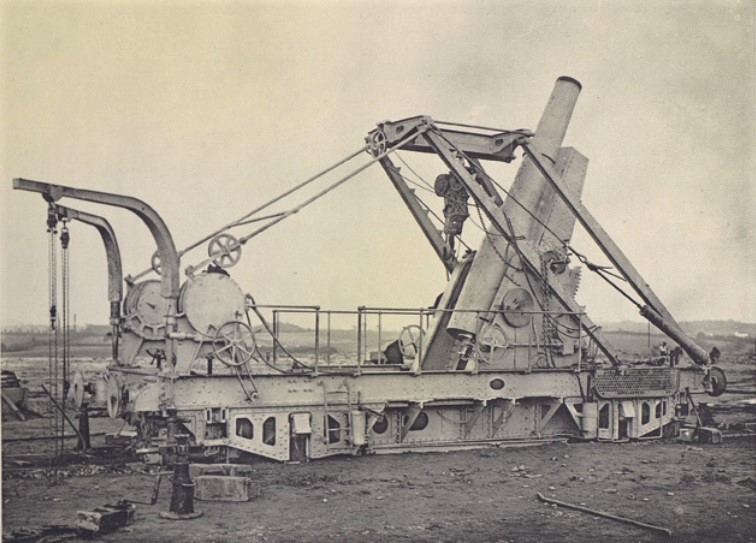
Французька 293-мм залізнична мортира Modèle 1914 в готовності до стрільби. 1918

#### Велика Британія
Підготовка Великої Британії значною мірою базувалася на їхньому досвіді англо-бурської війни 1899—1902 років. Британці придбали польові гармати, які бури використовували проти них, і використали їх як прототипи своєї власної зброї. Британці також моделювали свої гаубиці за зразками тих, які використовували бури. Деякі британські зразки використовувалися США. Британці також постачали зброю до Австралії та Нової Зеландії. Незважаючи на давні традиції розвитку важкої артилерії британського флоту, Британська імперія не мала важкої польової артилерії до Першої світової війни, що поставило британську піхоту у невигідне становище в перші роки війни.

#### Італія
Італія не вступала у війну до 1915 року, і на момент приєднання до Антанти не мала ніякої промислової бази з розробки артилерії. Тому італійці використовували артилерійські розробки інших країн, які будувалися за ліцензією на італійських заводах. Італійська армія втратила майже всю свою артилерію в битві при Капоретто, що вимагало величезних зусиль для відновлення, а також потребувало поставок від союзних держав. Італійці також використовували артилерію, яку вони захопили в Австро-Угорщини. Після війни їм дісталася велика частина австро-угорської зброї, частка якої все ще була на озброєнні під час Другої світової війни.

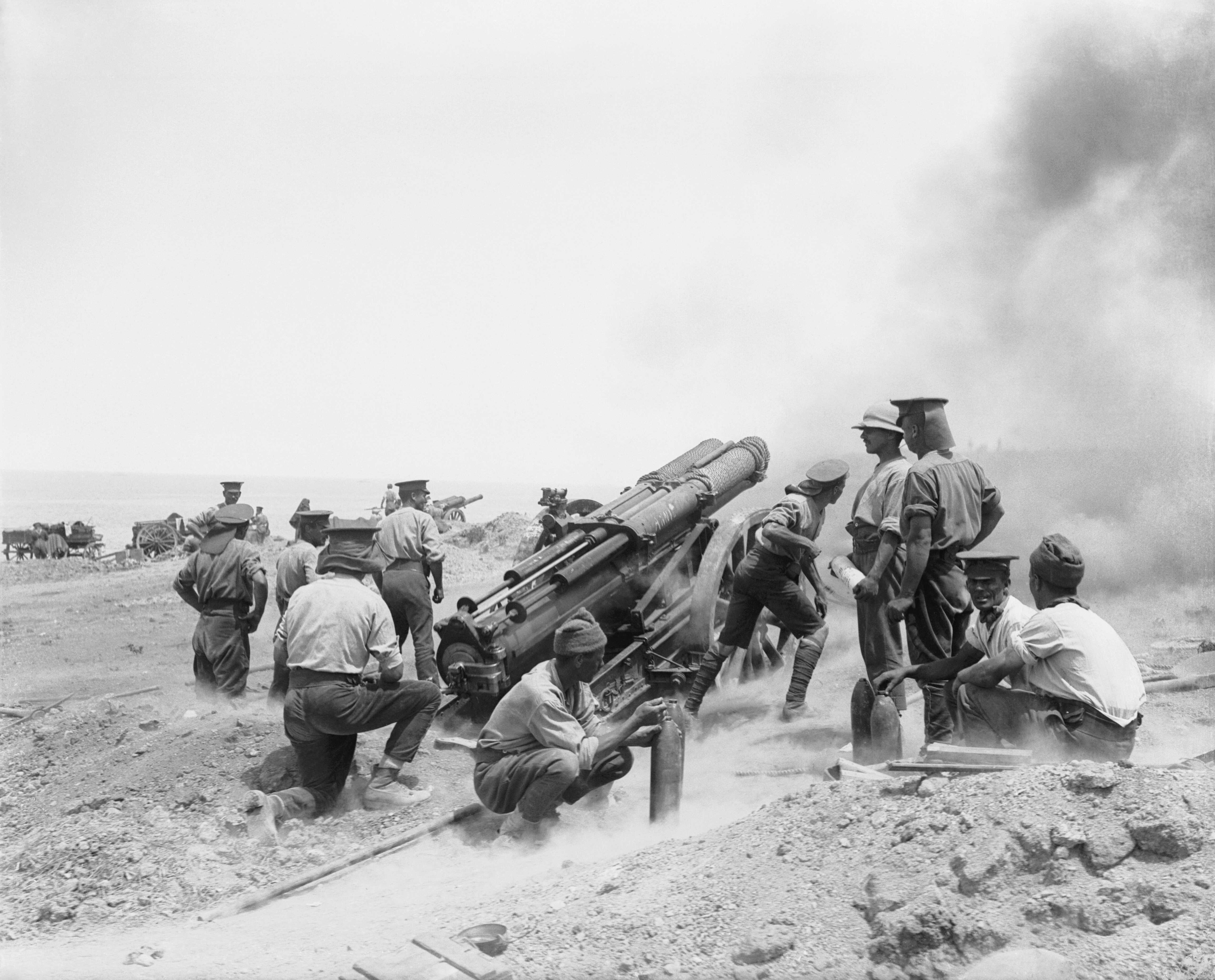
Британська 5-ти дюймова (127-мм) гармата BL 60-pounder під час третьої битви за Критію, Дарданельська операція. 1915

#### США
У США, як і у італійців, фактично не існувало промисловості з розроблення власних артилерійських систем, і вони могли робити це лише у співпраці з європейськими виробниками. З початком війни в 1914 році ця співпраця припинилася, оскільки європейські виробники зосередилися на оснащенні своїх країн. Коли США вступили у війну в 1917 році, було зрозуміло, що їхньої артилерії буде недостатньо, тому США в основному використовували французьку та британську артилерію.

#### Російська імперія
За прийнятою кваліфікацією, артилерія в російській імператорській армії залежно від основного призначення і характеристик артилерійських систем, що перебували на її озброєнні, польова артилерія поділялася на польову і гірську, причому перша поділялася на легку, мортирну і важку, а у складі легкої польової і гірської артилерії були дивізіони та батареї, які називалися «кінними» і «кінно-гірськими», в яких вся гарматна прислуга була кінною.
На 1914 рік у польовій артилерії Російської армії було: легкої — 70 бригад (у тому числі 3 гвардійських) та 17 дивізіонів (у тому числі 1 гвардійський) (всього 442 батареї), кінної — 21 дивізіон (у тому числі 2 гвардійських та 7 козацьких), 5 окремих батарей (1 гвардійська та 4 козачі) (загалом 48 батарей); гірської — 42 батареї (розподілені за легкими артилерійськими бригадами та дивізіонами), кінно-гірської — 3 дивізіони та 1 батарея всього 7 батарей), мортирної — 36 дивізіонів (у тому числі 1 гвардійський) та 1 батарея (всього 77 батарей), польової важкої — 8 дивізіонів (загалом 24 батареї).

## Найвідоміші артилерійські системи Першої світової війни

### Польова артилерія

#### Легка (піхотна) польова артилерія
| - 37-мм піхотна гармата M.15 - 76-мм польова гармата FK M 18 - 80-мм польова гармата M.17 - 80-мм польова гармата M.5 - 80-мм польова гармата FK M 18 - 90-мм гармата M.75/96 - 100-мм гаубиця M.14 - 10-см гаубиця M.14 «Skoda» 14/19 - 105-мм польова гармата M. 15 | - 75-мм польова гармата de 75 mle TR - 76-мм гармата BL 15-pounder - 76-мм гармата BLC 15-pounder - 76-мм гармата QF 15-pounder - 75-мм гармата 75/27 modello 11 - 105-мм польова гармата 105/14 modello 18 - 76-мм гармата Ehrhardt Model 1901 - 76-мм гармата зразка 1900 року - 76-мм дивізійна гармата зразка 1902 року | - 107-мм гармата зразка 1910 року - 122-мм гаубиця зразка 1909 року - 152-мм польова гаубиця зразка 1910 року - 37-мм протитанкова гармата TAK 1918 - 77-мм польова гармата зразка 1896 року (нової конструкції) - 77-мм польова гармата зразка 1916 року - 105-мм польова гармата leFH 16 - 105-мм польова гармата K 17 - 37-мм гармата 37 modèle 1916 TRP | - 75-мм польова гармата зразка 1897 року - 75-мм польова гармата modèle 1914 Schneider - 75-мм міномет modèle 1915 Schneider - 105-мм польова гармата modèle 1913 Schneider - 75-мм гармата M1917 - 75-мм польова гармата Тип 38 - 75-мм легка польова гармата Тип 41 |

#### Важка польова артилерія
| - 150-мм важка польова гаубиця М.14 - 150-мм важка гаубиця М.15 - 150-мм важка польова гаубиця M. 15/16 - 180-мм гармата М80 | - 127-мм польова гармата BL 60-pounder - 152-мм важка польова гармата Mk XIX - 122-мм гаубиця зразка 1910 року - 155-мм гармата GPF зразка 1917 року - 155-мм важка польова гармата 155 C modèle 1917 Schneider |

### Гірська артилерія
| - 70-мм гірська гармата М.99 - 75-мм гірська гармата М.15 - 100 мм гірська гармата M.16 - 63-мм гірська гармата RML 2.5-inch - 70-мм гірська гармата BL 2.75-inch | - 70-мм гірська гармата BL 10-pounder - 76-мм гірська гармата зразка 1904 року - 76-мм гірська гармата зразка 1909 року - 65-мм гірська гармата зразка 1906 року |

### Облогова (фортечна) артилерія
| - 150-мм баштова гаубиця 1 - 24 см мортира М.98 - 26-см міномет М.17 - 305-мм важка гаубиця Škoda зразка 1911 року - 234-мм облогова гаубиця BL 9.2-inch - 203-мм важка гаубиця Mk VI – VIII | - 305-мм гаубиця Віккерса - 305-мм облогова гаубиця BL 12-inch - 280-мм облогова гаубиця Obice da 280 - 210-мм важка мортира Mörser 16 - 152-мм облогова гармата зразка 1904 року - 152-мм облогова гармата зразка 1910 року - 152-мм гаубиця зразка 1909 року | - 280-мм мортира зразка 1877 року - 305-мм гаубиця зразка 1915 року - 150-мм важкий міномет T Mle 1917 Fabry - 240-мм траншейний міномет - 280-мм облогова гаубиця TR Modèle 1914 Schneider - 370-мм облогова мортира TR Modèle 1914 Filloux |

### Залізнична артилерія
| - 234-мм залізнична гаубиця BL 9.2-inch - 305-мм залізнична гармата BL 12-inch - 305-мм залізнична гаубиця BL 12-inch | - 210-мм важка гармата - 293-мм залізнична мортира Modèle 1914 - 305-мм залізнична гаубиця Modèle 1893/96 - 520-мм залізнична гаубиця Modèle 1916 |